# Phyllomys thomasi
Phyllomys thomasi es una especie de roedor de la familia Echimyidae.

## Distribución geográfica
Se encuentra en Sudamérica: Brasil